# Keith Langford
Andre' Keith Langford (Fort Worth, 15 settembre 1983) è un ex cestista statunitense.
Gioca nel ruolo di guardia, e ha speso gran parte della sua carriera in Europa, dove è considerato uno dei migliori nel suo ruolo. Ha un fratello Kevin, anch'egli cestista.

## Carriera
Ha iniziato la propria carriera cestistica alla North Crowley High School. Nel 2002, segnalato da Roy Williams, viene chiamato alla Kansas University con cui disputa due Final Four NCAA, nel 2002 e nel 2003, con 13,3 punti di media, tirando con il 32,8% da tre.
Terminato il college, inizia la sua carriera professionistica con i Fort Worth Flyers in D-League, totalizzando una media di quasi 12 punti a partita. Nel 2006, dopo aver partecipato al pre-season camp degli Houston Rockets, firma con la Vanoli Soresina in Legadue, con cui disputa una buona stagione: grazie a medie di 19,7 punti e quasi 5 rimbalzi a partita risulta una delle guardie più prolifiche dell'intera lega.
Nel campionato 2007-08, dopo una parentesi nei San Antonio Spurs, ha giocato in D-League con gli Austin Toros, segnando una media di 23,2 punti a gara, con 6,3 rimbalzi e 3,4 assist.

## In Italia
Conclude la stagione in Italia, a Biella, dove in nove partite ha fatto registrare 13,9 punti, 5,4 rimbalzi e 2,7 assist di media. Con la maglia dei Denver Nuggets disputa la NBA Summer League 2008 a Las Vegas, totalizzando 10,2 punti di media con 1,8 assist a partita. In seguito passa per la stagione 2008-09 alla Virtus Bologna, dove presto diventa un giocatore importantissimo e conclude una grandissima stagione, di certo la migliore per lui in europa, con 16,8 di media a partita e con il 70% da due
Il 26 aprile 2009 è stato nominato MVP della finale di EuroChallenge vinta della Virtus Bologna 77-75 contro lo Cholet Basket.
Nel luglio del 2009 accetta un accordo biennale con i russi del Chimki Mosca.
Dopo due stagioni ad altissimo livello nella compagine russa, firma un contratto con gli israeliani del Maccabi Tel Aviv B.C.

## In Italia per la seconda volta
Il 2 luglio 2012 firma un contratto biennale con l'Olimpia Milano a 1,25 milioni di euro a stagione.
Esordisce il 30 settembre 2012 nella vittoria casalinga contro Caserta.
Nella stagione 2013-14, trascina l'Olimpia Milano ai quarti di finale di Eurolega vincendo il premio come miglior realizzatore della competizione e venendo inserito nel quintetto ideale. Chiude inoltre la stagione con la conquista del suo primo campionato italiano.
Finita la stagione dello scudetto con Milano viene chiesto all'atleta di accettare una riduzione di stipendio, per uniformare la media del roster, l'accordo non si trova e Keith firma un biennale in Russia con l'UNICS Kazan.

## Statistiche

### College
| Anno      | Squadra         | PG  | PT | MP   | TC%  | 3P%  | TL%  | RP  | AP  | PRP | SP  | PP   |
| --------- | --------------- | --- | -- | ---- | ---- | ---- | ---- | --- | --- | --- | --- | ---- |
| 2001-2002 | Kansas Jayhawks | 37  | 1  | 20,9 | 49,3 | 26,8 | 69,9 | 3,3 | 1,5 | 0,9 | 0,3 | 7,9  |
| 2002-2003 | Kansas Jayhawks | 38  | 38 | 32,8 | 53,0 | 28,9 | 63,5 | 4,9 | 2,0 | 0,9 | 0,8 | 15,9 |
| 2003-2004 | Kansas Jayhawks | 33  | 33 | 31,7 | 47,9 | 35,8 | 66,9 | 5,0 | 3,5 | 1,1 | 0,6 | 15,5 |
| 2004-2005 | Kansas Jayhawks | 28  | 27 | 31,0 | 46,5 | 35,2 | 60,1 | 4,0 | 2,8 | 0,9 | 0,2 | 14,4 |
| Carriera  | Carriera        | 136 | 99 | 28,9 | 49,5 | 32,8 | 64,9 | 4,3 | 2,4 | 0,9 | 0,5 | 13,3 |

### NBA

#### Regular Season
| Anno      | Squadra           | PG | PT | MP  | TC%  | 3P% | TL% | RP  | AP  | PRP | SP  | PP  |
| --------- | ----------------- | -- | -- | --- | ---- | --- | --- | --- | --- | --- | --- | --- |
| 2007-2008 | San Antonio Spurs | 2  | 0  | 5,0 | 25,0 | -   | -   | 1,0 | 0,0 | 0,0 | 0,0 | 1,0 |
| Carriera  | Carriera          | 2  | 0  | 5,0 | 25,0 | -   | -   | 1,0 | 0,0 | 0,0 | 0,0 | 1,0 |

### Eurolega
| Anno      | Squadra          | PG  | PT  | MP   | TC%  | 3P%  | TL%  | RP  | AP  | PRP | SP  | PP    |
| --------- | ---------------- | --- | --- | ---- | ---- | ---- | ---- | --- | --- | --- | --- | ----- |
| 2009-2010 | Chimki           | 15  | 14  | 30,3 | 51,3 | 35,1 | 75,7 | 3,5 | 3,0 | 1,1 | 0,1 | 15,5  |
| 2010-2011 | Chimki           | 10  | 10  | 34,6 | 48,1 | 35,1 | 71,6 | 4,1 | 2,5 | 0,8 | 0,3 | 18,7  |
| 2011-2012 | Maccabi Tel Aviv | 20  | 14  | 23,9 | 49,4 | 32,5 | 67,9 | 2,6 | 2,0 | 0,6 | 0,3 | 10,8  |
| 2012-2013 | Olimpia Milano   | 10  | 10  | 31,3 | 50,0 | 41,0 | 77,4 | 2,9 | 2,9 | 0,9 | 0,0 | 17,0  |
| 2013-2014 | Olimpia Milano   | 25  | 22  | 29,9 | 43,3 | 36,4 | 76,3 | 3,4 | 2,9 | 0,6 | 0,0 | 17,6* |
| 2014-2015 | UNICS Kazan'     | 10  | 10  | 29,2 | 49,2 | 31,6 | 73,8 | 3,5 | 2,3 | 1,1 | 0,2 | 16,7  |
| 2016-2017 | UNICS Kazan'     | 28  | 28  | 34,0 | 40,9 | 36,3 | 83,2 | 3,4 | 3,7 | 0,8 | 0,2 | 21,8* |
| 2018-2019 | Panathīnaïkos    | 25  | 9   | 19,9 | 42,7 | 39,1 | 81,1 | 2,2 | 1,1 | 0,7 | 0,2 | 10,7  |
| Carriera  | Carriera         | 143 | 117 | 28,5 | 45,2 | 36,2 | 77,5 | 3,1 | 2,6 | 0,8 | 0,2 | 16,0  |

## Palmarès

### Squadra
- Campionato italiano: 1

Milano: 2013-14
- Campionato israeliano: 1

Maccabi Tel Aviv: 2011-12
- Campionato greco: 1

Panathinaikos: 2018-19
- Coppa di Grecia: 2

Panathinaikos: 2018-19
AEK Atene: 2019-20
- Coppa di Israele: 1

Maccabi Tel Aviv: 2011-12
- Lega Adriatica: 1

Maccabi Tel Aviv: 2011-12
- VTB United League: 1

Chimki: 2010-11
- EuroChallenge: 1

Virtus Bologna: 2008-09

### Individuale
- MVP finals EuroChallenge: 1

Virtus Bologna: 2008-09
- MVP finals Lega Adriatica: 1

Maccabi Tel Aviv: 2011-12
- Alphonso Ford Trophy: 2

Milano: 2013-14
UNICS Kazan’: 2016-17
- All-Euroleague First Team: 1

Milano: 2013-14
- All-Eurocup Second Team: 1

UNICS Kazan’: 2014-2015
- Basketball Champions League Star Lineup: 1

AEK Atene: 2019-20
- Basketball Champions League MVP: 1

AEK Atene: 2019-20
- EuroCup Top Scorer: 1

UNICS Kazan’: 2015-16
- VTB United League Scoring Champion: 1

UNICS Kazan’: 2015-16